# Llista de missions diplomàtiques de Moçambic

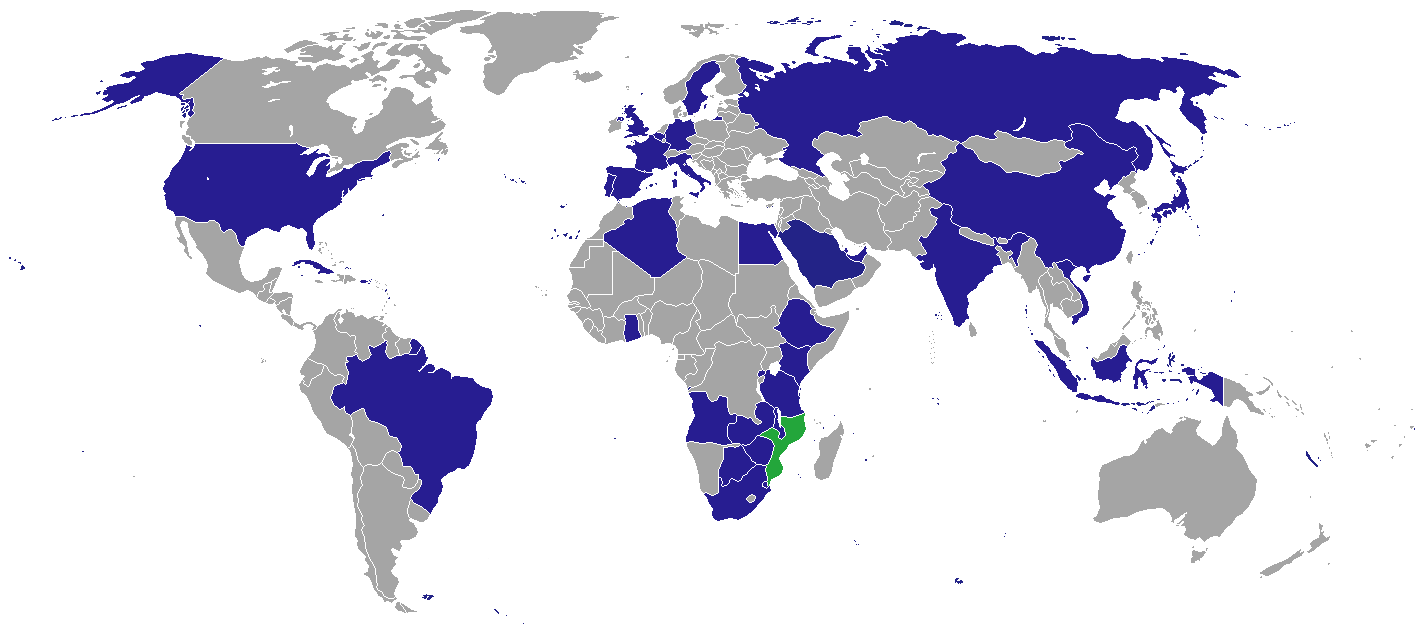
Mapa de missions diplomàtiques de Moçambic.

Aquesta és una llista de missions diplomàtiques de Moçambic, un país a l'Àfrica oriental que és un de vuit països del món parlant de portuguès i l'únic d'aquests membre de la Commonwealth.

## Àfrica
- Angola: Luanda (Ambaixada)
- Algèria: Alger (Ambaixada)
- Botswana: Gaborone (Alta Comissió)
- Egipte: El Caire (Ambaixada)
- Etiòpia: Addis Abeba (Ambaixada)
- Kenya: Nairobi (Alta Comissió)

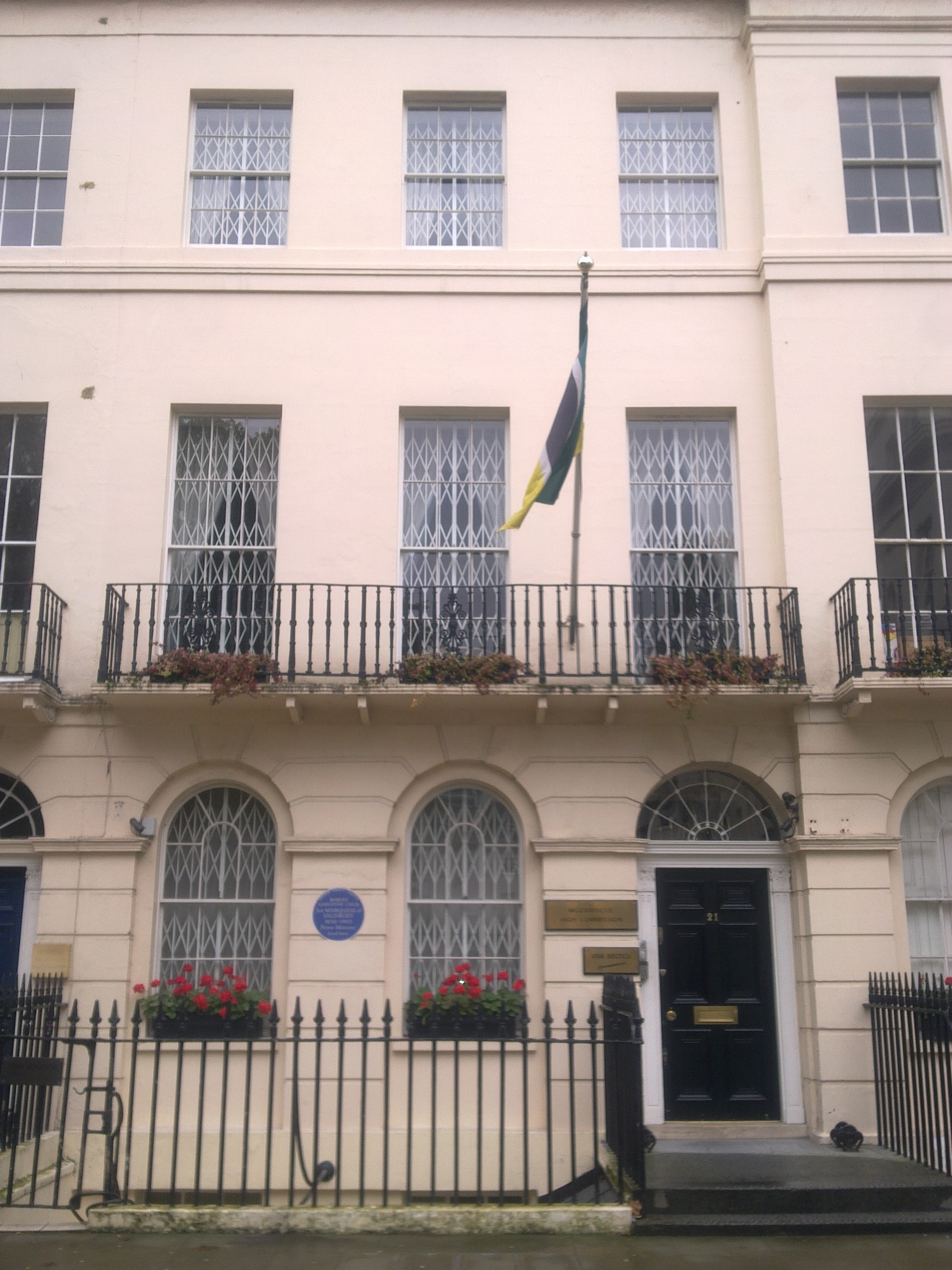
Alta Comissió de Moçambic a Londres

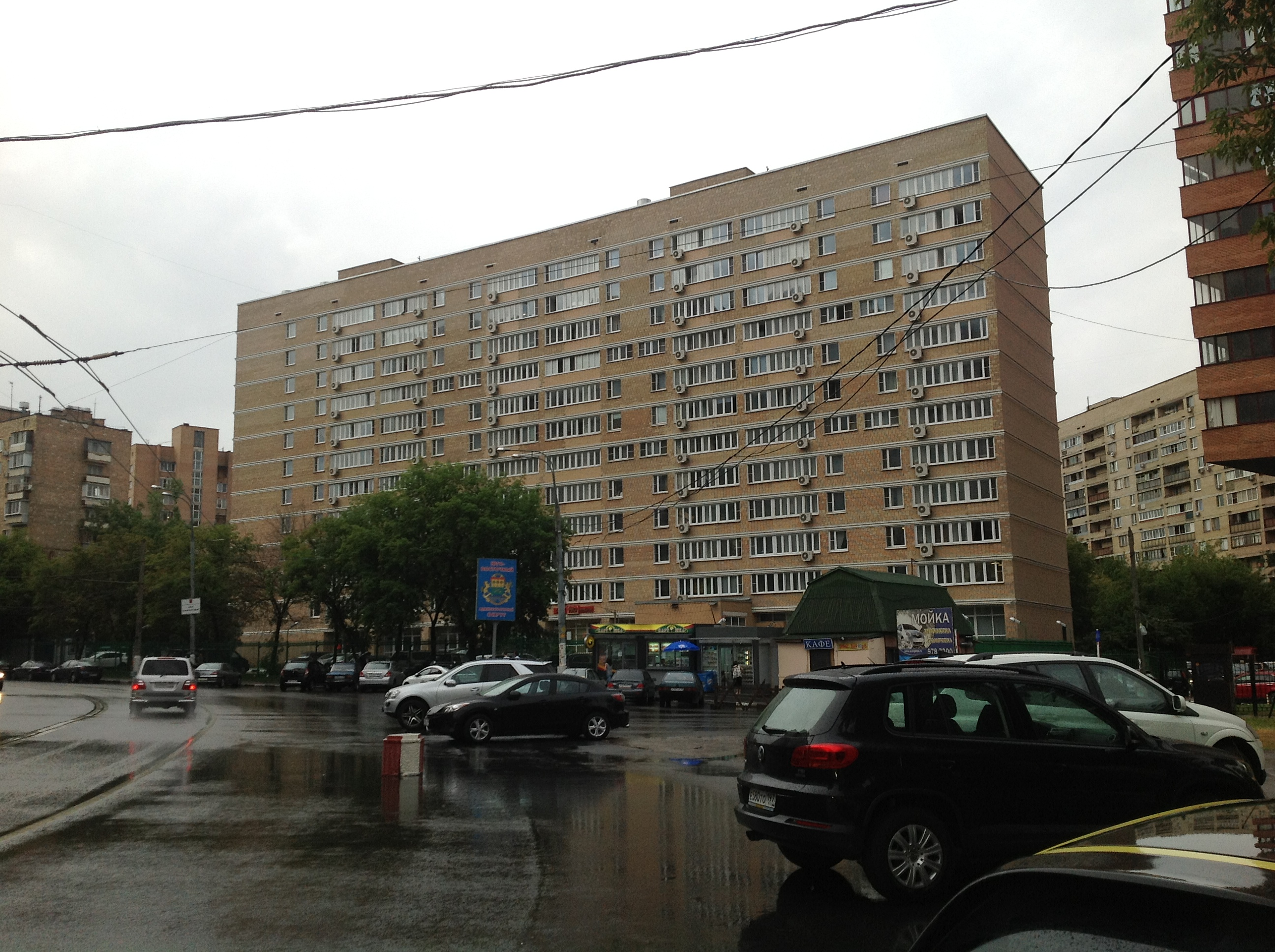
Ambaixada de Moçambic a Moscou

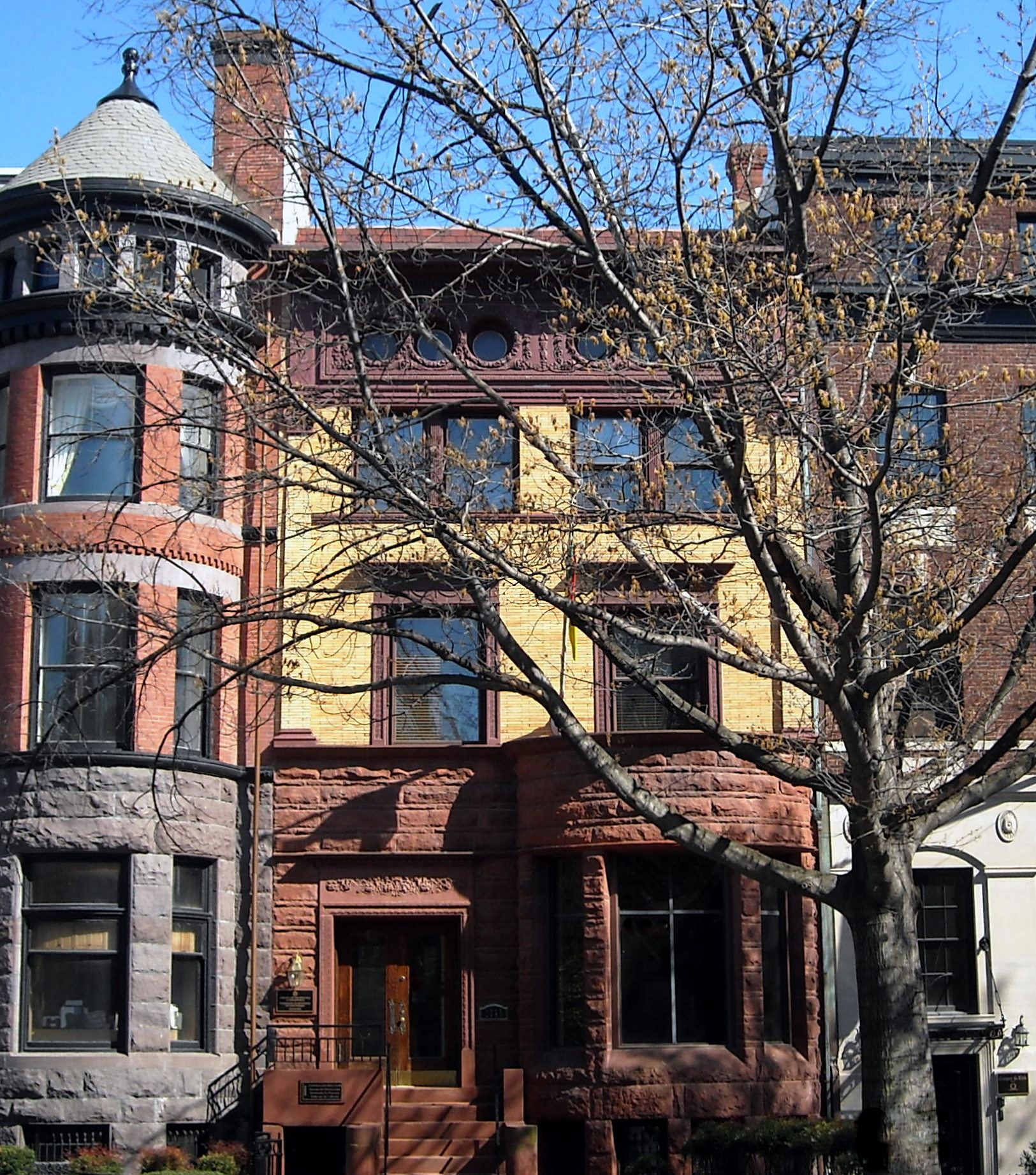
Ambaixada de Moçambic a Washington, DC

- Malawi: Lilongwe (Alta Comissió), Blantyre (Consolat-General)
- Sud-àfrica: Pretòria (Alta Comissió), Johannesburg (Consolat-General), Ciutat del Cap (Consolat), Durban (Consolat) i Nelspruit (Consolat)
- Eswatini: Mbabane (Alta Comissió)
- Tanzània: Dar es Salaam (Alta Comissió), Zanzíbar (Consolat-General)
- Zàmbia: Lusaka (Alta Comissió)
- Zimbàbue: Harare (Ambaixada), Mutare (Consolat-General)

## Amèrica
- Brasil: Brasília (Ambaixada)
- Cuba: l'Havana (Ambaixada)
- Estats Units: Washington, DC (Ambaixada)

## Àsia
- R.P. de la Xina: Pequín (Ambaixada)
- Macau (Consolat-General)
- Emirats Àrabs Units: Dubai (Consolat-General)
- Índia: Nova Delhi (Alta Comissió)
- Indonèsia: Jakarta (Ambaixada)
- Japó: Tòquio (Ambaixada)
- Vietnam: Hanoi (Ambaixada)

## Europa
- Alemanya: Berlín (Ambaixada)
- Bèlgica: Brussel·les (Ambaixada)
- Espanya: Madrid (Ambaixada)
- França: París (Ambaixada)
- Itàlia: Roma (Ambaixada)
- Portugal: Lisboa (Ambaixada), Porto (Consolat-General)
- Regne Unit: Londres (Alta Comissió)
- Rússia: Moscou (Ambaixada)
- Suècia: Estocolm (Ambaixada)

## Organitzacions Multilaterals
- Addis Abeba (Missió Permanent de Moçambic davant la Unió Africana)
- Brussel·les (Missió de Moçambic davant la Unió Europea)
- Ginebra (Missió Permanent de Moçambic davant les Nacions Unides i altres organitzacions internacionals)
- Lisboa (Missió davant la Comunitat de Països de Llengua Portuguesa)
- Nairobi (Missió Permanent de Moçambic davant les Nacions Unides i altres organitzacions internacionals)
- Nova York (Missió Permanent de Moçambic davant les Nacions Unides)
- París (Missió Permanent de Moçambic davant Unesco)
- Roma (Missió Permanent de Moçambic davant l'Organització per a l'Alimentació i l'Agricultura)